# Takumi Horiike
Takumi Horiike (堀池 巧 (Horiike Takumi?); Shizuoka, 6 settembre 1965) è un ex calciatore giapponese, di ruolo difensore.

## Palmarès

### Nazionale
- Coppa d'Asia: 1

1992